# Козма Георгиев (свещеник)
 Тази статия е за българския свещеник.  За българския просветен деец вижте Козма Георгиев.  
Козма Иванов Георгиев е български духовник, просветен деец, революционер и общественик от Македония.

## Биография
Роден е в 1870 година в централномакедонския български град Прилеп, тогава в Османската империя. Получава добро образование в родния си град, в Битоля, Охрид. Учи в Одринската и Киевската духовна семинария. Учителства в родния си град. Ръкоположен е за свещеник от екзарх Йосиф I Български и става свещеник в Прилеп. Преподава в българското мъжко училище в Прилеп.
Влиза в националноосвободителното движение на българите в Македония и е съратник на Даме Груев.
В 1894 година заминава за Свободна България, където се установява в Силистра. Служили 44 години в силистренската черква „Св. св. Петър и Павел“. Отец Георгиев е добър и популярен проповедни, който и пише на религиозни и обществени теми във вестниците „Наш глас“ и „Пробуда“. Пише върху Фойербах и се изказва остро против комунизма.
В Силистра участва активно в дейността на македонските българи. Като деец на Македоно-одринската организация е делегат на Осмия македоно-одрински конгрес от Силистренското дружество.
Умира в Силистра на 7 септември 1940 година, датата на подписване на Крайовската спогодба, с която градът се връща на България. Последният текст, който създава е приветствено слово за българските войски. Погребан е в старите силистренски гробища. Построената от него къща в Силистра е запазена на улица „Москва“ № 1, до Дунавската градина, срещу старите турски казарми. Синовете му са Благой (Блажо) Кузманов, адвокат, председател на мъжкия хор „Гусла“ в 1931 - 1932 година и на туристическото дружество в 1941 година, Иван Кузманов, завършил право и класическа филология в Букурещ, учител по латински и френски език и директор на българската гимназия в Добрич, Хараламби Кузманов, агроном, женен за румънка, живееща в Букурещ, Здравко Кузманов, ветеринарен лекар, живеещ в Русе.